# Stargate Origins
Stargate Origins (SGO) is een Amerikaanse sciencefiction-avonturenwebserie en onderdeel van de Stargate-franchise van Metro-Goldwyn-Mayer.
De show is gebaseerd op de sciencefictionfilm Stargate uit 1994 door Dean Devlin en Roland Emmerich en zijn spin-off Stargate SG-1. De serie werd aangekondigd op 20 juli 2017 tijdens de San Diego Comic Con in het kader van de twintigste verjaardag van Stargate SG-1. De serie bestaat uit tien afleveringen, elk tien minuten lang, in wezen een uit tien episodes bestaande langspeelfilm en breidt de tot dan toe bestaande mythologie van de Stargate-franchise uit. Stargate Origins ging in première met de eerste drie afleveringen op 14 februari 2018 op MGM's "Stargate Command"-abonnementsservice. Het was de eerste nieuwe Stargate-serie sinds het einde van Stargate Universe in 2011, en eveneens anno 2023 de laatste serie binnen deze franchise.

## Personages
| Personage          | Acteur                    | Seizoen 1 (10 afl.) |
| Hoofdpersonages    | Hoofdpersonages           | Hoofdpersonages     |
| ------------------ | ------------------------- | ------------------- |
| Catherine Langford | Ellie Gall                | 10                  |
| Wilhelm Brücke     | Aylam Orian               | 10                  |
| James Beal         | Philip Alexander          | 10                  |
| Wasif              | Shvan Aladdin             | 10                  |
| Paul Langford      | Connor Trinneer           | 9                   |
| Kasuf              | Daniel Rashid             | 7                   |
| Nevenpersonages    |                           |                     |
| Eva Reinhardt      | Sarah Navratil            | 9                   |
| Heinrich           | Derek Chariton            | 9                   |
| Aset               | Salome Azizi              | 8                   |
| Serqet             | Michelle Jubilee Gonzalez | 8                   |
| Motawk             | Tonatiuh Elizarraraz      | 8                   |
| Stefan             | Lincoln Hoppe             | 7                   |
| Renisenb           | Ghadir Mounib             | 6                   |

## Korte samenvatting
Een jonge Catherine Langford (Ellie Gall) wil het mysterie van de Stargate ontrafelen om zo de Aarde te redden van de ondergang.